# Néstor Cerpa Cartolini
Luis Néstor Fortunato Cerpa Cartolini (Lima, 14 de agosto de 1953-Lima, 22 de abril de 1997), alias Camarada Evaristo, fue un terrorista peruano y líder, tras la captura de Víctor Polay Campos, de la agrupación subversiva Movimiento Revolucionario Túpac Amaru (MRTA) hasta su muerte.

## Biografía
Cerpa nació en el barrio popular de La Victoria, en Lima. Como un líder sindical en la década de 1970 estuvo involucrado en la toma de posesión por los trabajadores de la fábrica textil Cromotex en diciembre de 1978, que terminó violentamente por el gobierno militar en febrero de 1979, que provocó la muerte de varios trabajadores. Tras la liberación de los sobrevivientes a fines de 1979, Cerpa organizaron una sentada en la oficina de comunicaciones de las Naciones Unidas en Lima.
En la década de 1980 se involucró con la naciente del MRTA y rápidamente llegó a ser el líder del Comité de la Zona San Martín, y de allí a la dirección nacional del MRTA. Como militante del MRTA se le acusa de haber dirigido y/o participado en:[cita requerida]
- El lunes 31 de mayo de 1982, asalta la agencia 46 del Banco de Crédito, asesinan al guardia civil Jaime Champi Loayza, de 28 años de edad.
- Adquisición de la sede Lima del diario El Nacional, obligando a sus trabajadores a imprimir un comunicado del MRTA.
- Poner una bandera del MRTA en la Plaza Unión, en Lima, el 9 de septiembre de 1984.
- Incendio premeditado en el KFC de la Avenida Benavides, distrito de Surco, Lima, el 20 de marzo de 1985.
- Intento de atentado contra la oficina de Sedapal ubicada en la intersección de la Avenida Benavides y La Paz en Miraflores.
- Asalto y robo a mano armada contra la Galería San Borja el 30 de marzo de 1985, también en Lima.
- Asalto en el Instituto Tecnológico Julio C. Tello en Villa el Salvador el 6 de mayo de 1985.
- Asalto y robo a mano armada contra Electro Perú, Lima, el 25 de mayo de 1985.

A finales de 1985 viajó a Colombia, donde dirigió el "Leoncio Prado" Squad, uno de los tres escuadrones del MRTA que participaron en una operación militar conjunta con el M-19 de Colombia y con el grupo Alfaro Vive ¡Carajo! que era el movimiento guerrillero subversivo de Ecuador. Después de su regreso al Perú, y tras la captura de Víctor Polay Campos, Cerpa se convirtió en el líder más prominente en el MRTA y una de las pocas caras conocidas públicamente dentro del movimiento.

### Toma de la residencia del embajador de Japón en Lima
Tras el autogolpe del presidente peruano Alberto Fujimori de 1992, la lucha contra el terrorismo efectuada por el Gobierno Peruano se incrementó en intensidad y en resultados. Como consecuencia, las organizaciones terroristas MRTA y Sendero Luminoso sufrieron graves pérdidas a manos de la policía peruana y militares. En este contexto, Cerpa y los dirigentes del MRTA pensaron una acción para liberar a los miembros del MRTA que se encontraban condenados y encarcelados por sus acciones terroristas.
El 17 de diciembre de 1996, Cerpa dirigió un comando del MRTA para apoderarse de la residencia del embajador japonés en Lima. La principal demanda del MRTA fue el intercambio de los rehenes por 465 miembros del MRTA en prisión, incluyendo la esposa de Cerpa, Nancy Gilvonio, los miembros chilenos de la organización y la terrorista de los EE. UU. Lori Berenson. El gobierno rechazó las demandas y el 22 de abril de 1997, después de 126 días, un equipo de 140 hombres de los comandos de las Fuerzas Armadas del Perú tomaron por asalto la residencia del embajador de Japón para rescatar a todos los rehenes. Todos los terroristas del MRTA murieron en la operación, al igual que uno de los rehenes y dos militares. Finalmente, falleció el mismo día, 22 de abril de 1997, en Lima. 
El 24 de abril de 1997, el cuerpo de Néstor Cerpa fue enterrado en una fosa común sin nombre y sin ceremonia en el Cementerio Nueva Esperanza del suburbio limeño de Villa María del Triunfo. Años después, sus restos fueron exhumados y finalmente trasladados a otro cementerio.